# Oxypora lacera
Oxypora lacera is een rifkoralensoort uit de familie van de Lobophylliidae. De wetenschappelijke naam van de soort is voor het eerst geldig gepubliceerd in 1864 door Verrill.